# SP-055
La SP-055 es una carretera brasileña del estado de São Paulo que se inicia en Praia Grande, en el municipio de Ubatuba, y culmina en la BR-116, en cercanías de la ciudad de Miracatu. 
Tiene 354 kilómetros de extensión y recibe los nombres de Doutor Manuel Hipólito Rego (Ubatuba-Guarujá), Cônego Domenico Rangoni (Guarujá-Cubatão) y Padre Manuel da Nóbrega (Cubatão-Miracatu). La carretera también incluye el acceso al municipio de Guarujá, conectando la parte continental con la Isla de Santo Amaro.
Algunos tramos forman parte del Sistema Anchieta-Imigrantes y son administrados por la concesionaria privada Ecovias.

## Carretera Doutor Manuel Hipólito Rego

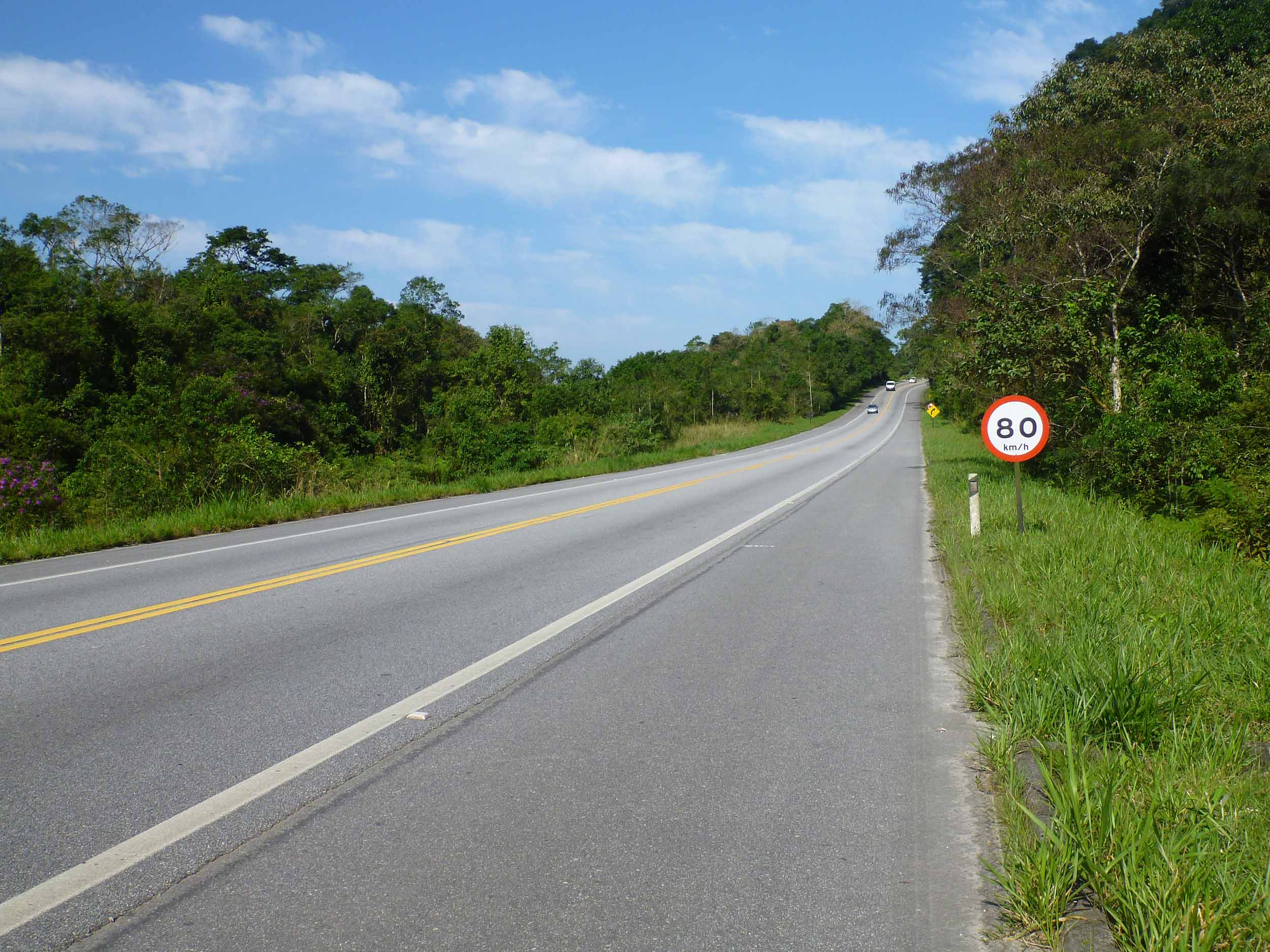
La carretera "Doutor Manuel Hipólito Rego" en cercanías de Bertioga.

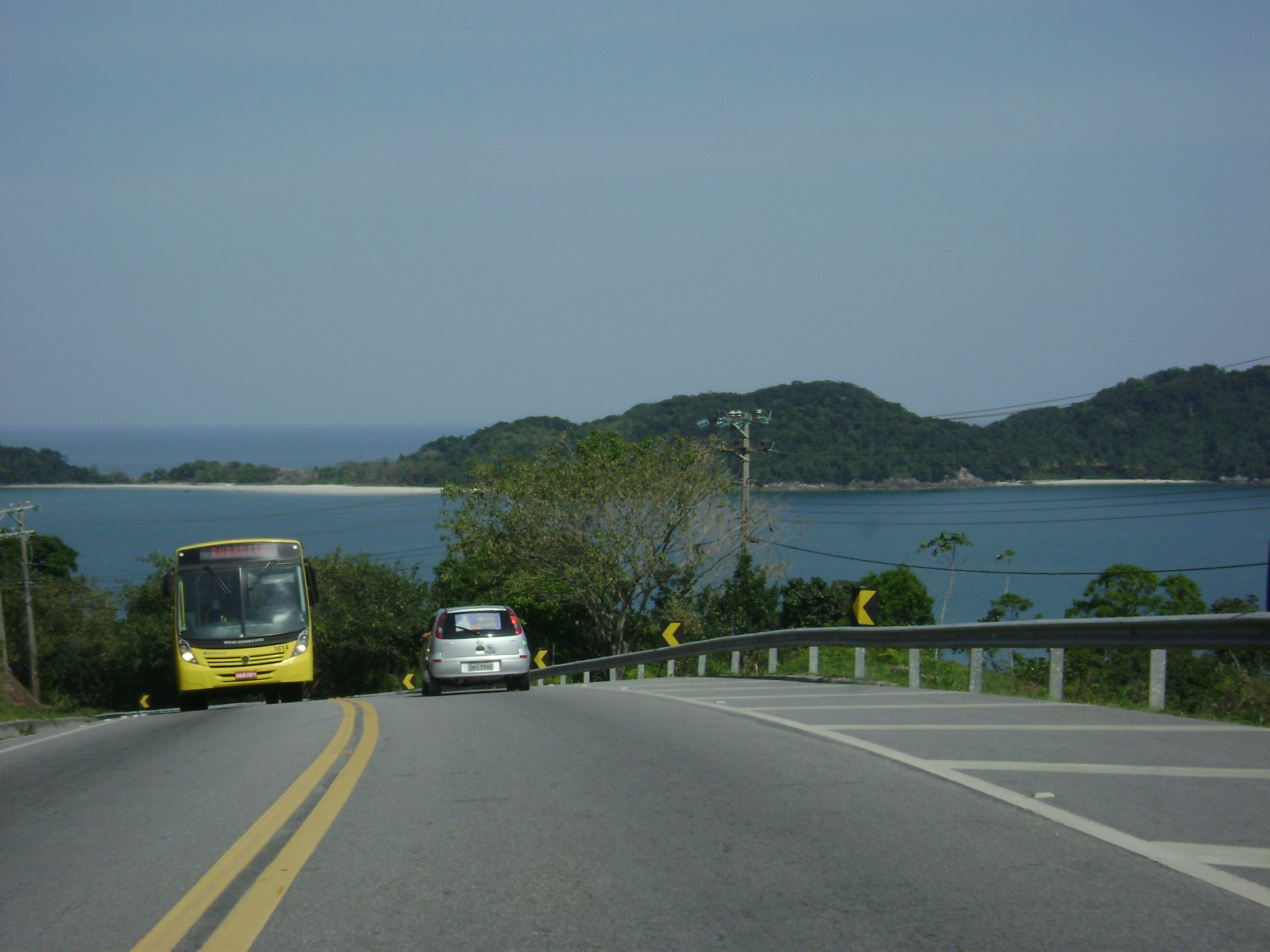
La carretera SP-055 a su paso por el municipio de São Sebastião.

El primer tramo de la carretera SP-055 lleva el nombre de Doutor Manuel Hipólito Rego y se inicia en Praia Grande, dentro del municipio de Ubatuba. Atraviesa las ciudades costeras de Caraguatatuba, Ilhabela, São Sebastião, Bertioga y culmina en el cruce con la carretera Cônego Domenico Rangoni, en cercanías de Guarujá. Desde este último cruce se accede también a la Isla de Santo Amaro.
Forma parte de la Carretera Rio-Santos (BR-101) y es administrado por el Departamento de Carreteras de Rodaje del estado de São Paulo (DER-SP). Su trazado está compuesto de tramos con grandes rectas y también trechos bastante sinuosos con innumerables curvas y carriles estrechos. Es autovía entre el barrio de Enseada, en São Sebastião, hasta el cruce con la Rodovia dos Tamoios (SP-099), en Caraguatatuba.
En 1985, con la finalización de las obras de pavimentación, los municipios costeros del litoral norte paulista pasaron a tener un gran crecimiento económico, que perdura hasta el día de hoy, con el aumento de turistas que son atraídos por la belleza natural de la región y la facilidad de su acceso. Este factor causó además un incremento poblacional de estos municipios. Durante todo el verano y en los feriados largos, posee un tráfico intenso en toda su extensión, principalmente en las proximidades con los cruces de las carreteras Mogi-Bertioga y Tamoios y los tramos urbanos de São Sebastião, Caraguatatuba y Ubatuba. 
Gran parte de su tráfico está compuesto por turistas que la utilizan para acceder a las ciudades costeras y a los condominios que se expanden por toda su extensión.

## Carretera Cônego Domenico Rangoni
El tramo Cônego Domênico Rangoni, también conocido como Piaçaguera-Guarujá, se extiende desde la rotonda ubicada en el barrio de Monte Cabrão (Santos) hasta la Rodovia Anchieta totalizando 33 kilómetros. Fue construida en la década de 1970, con la intención de aliviar el tráfico de las viejas y desgastadas balsas que hacían la travesía de Santos-Guarujá. Este tramo comparte nomenclatura con la carretera federal BR-101 y es mantenida por el Gobierno del Estado de São Paulo, a través del Departamento de Carreteras de Rodaje - DER, bajo la concesión de la empresa Ecovias.
Posee un túnel llamado "Túnel dos Quilombos" y en su trayecto serpentea el complejo petroquímico de Cubatão. Cuenta con tres carriles en cada sentido, uno de ellos siendo de uso casi exclusivo para camiones. 

### Acceso a Guarujá
Tiene 8 kilómetros de extensión, todos dentro de la Isla de Santo Amaro. Nace en la rotonda del barrio Monte Cabrão, en Santos (donde tiene conexión con la carretera Doutor Manuel Hipólito Rego) y comunica a la parte continental con el municipio de Guarujá, ubicado en la isla. Es mantenida y administrada por la concesionaria privada Ecovias y forma parte del Sistema Anchieta-Imigrantes.
Posee tres rotondas:
- km 02: Distrito de Vicente de Carvalho
- km 05: Barrio Sítio Conceiçãozinha (Margen izquierda del Puerto de Santos)
- km 06: Acceso a la Avenida Lydio Martins Corrêa, la que la comunica con la playa de la Enseada y demás playas de la región este de la isla (Iporanga, Éden, Sorocotuba, Pernambuco, Perequê, São Pedro, Pinheiro, Camburi, Preta e Branca)

## Carretera Padre Manuel da Nóbrega

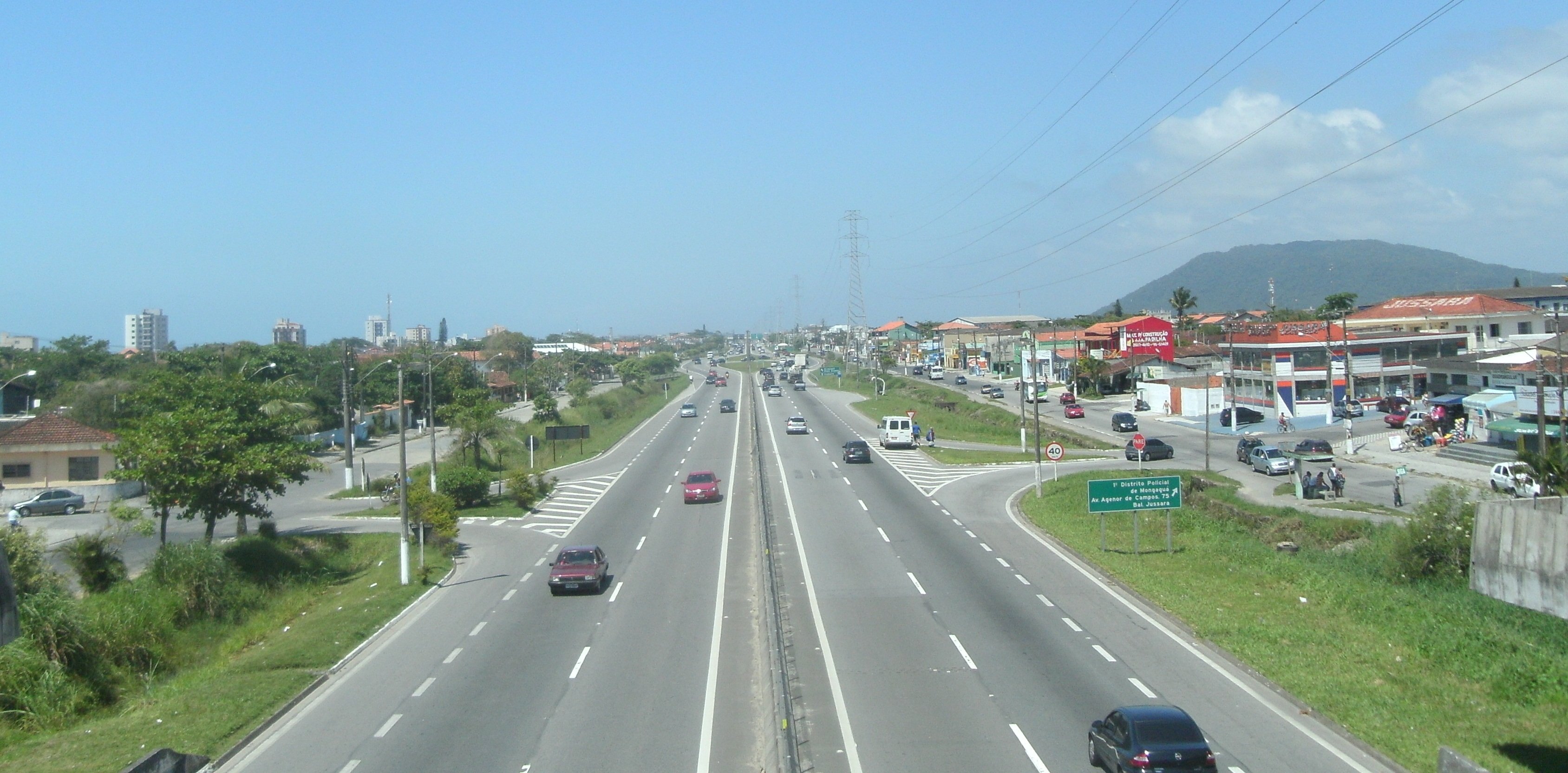
La carretera "Padre Manuel da Nóbrega" es autovía entre los municipios de Cubatão y Peruíbe.

El último tramo, que lleva el nombre de Padre Manuel da Nóbrega, se extiende por 118 kilómetros desde la Rodovia Anchieta hasta la carretera Régis Bittencourt (BR-116), en cercanías de Miracatu. 
Comunica a los municipios de Cubatão, São Vicente, Praia Grande, Mongaguá, Itanhaém y Peruíbe, situados en el litoral de São Paulo, con los de Itariri, Pedro de Toledo y Miracatu, ubicados en la región del Vale do Ribeira.
Es autovía entre Cubatão y el municipio de Peruíbe. Este tramo comparte nomenclatura con la carretera federal BR-101 y es mantenida por el Departamento de Carreteras de Rodaje del Estado de São Paulo (DER-SP).